# Premier League (Tanzania)
De Premier League, beter bekend onder de sponsornaam Vodacom Premier League VPL, is de hoogste voetbaldivisie van Tanzania. De competitie werd opgericht in 1965 en bestaat uit 14 teams. Young Africans FC en Simba SC zijn de toonaangevende clubs met respectievelijk 18 en 16 titels.

## Clubs 2010-2011
- Young Africans FC
- Simba SC
- Azam FC
- Mtibwa Sugar
- Kagera Sugar
- JKT Ruvu Stars
- African Lyon
- Polisi Dodoma
- Toto African
- Ruvu Shooting
- Maji Maji FC
- Arusha FC

## Kampioenschappen
- 1965 : Sunderland
- 1966 : Sunderland
- 1967 : Cosmopolitans
- 1968 : Young Africans FC
- 1969 : Young Africans FC
- 1970 : Young Africans FC
- 1971 : Young Africans FC
- 1972 : Young Africans FC
- 1973 : Simba SC
- 1974 : Young Africans FC
- 1975 : Mseto Sports
- 1976 : Simba SC
- 1977 : Simba SC
- 1978 : Simba SC
- 1979 : Simba SC
- 1980 : Simba SC
- 1981 : Young Africans FC
- 1982 : Pan African FC
- 1983 : Young Africans FC
- 1984 : KMKM
- 1985 : Maji Maji FC
- 1986 : Maji Maji FC
- 1987 : Young Africans FC
- 1988 : Coastal Union
- 1989 : Malindi FC
- 1990 : Pamba
- 1991 : Young Africans FC
- 1992 : Malindi FC
- 1993 : Simba SC
- 1994 : Simba SC
- 1995 : Simba SC
- 1996 : Young Africans FC
- 1997 : Young Africans FC
- 1998 : Maji Maji FC
- 1999 : Prisons FC
- 2000 : Young Africans FC
- 2001 : Simba SC
- 2002 : Simba SC
- 2003 : niet toegekend
- 2004 : Simba SC
- 2005 : Young Africans FC
- 2006 : Young Africans FC
- 2007 : Simba SC
- 2007-08 : Young Africans FC
- 2008-09 : Young Africans FC
- 2009-10 : Simba SC
- 2010-11 : Young Africans FC
- 2011-12 : Simba SC